# Listas de sismos do século XXI

Sismos de magnitude 8,0 e maiores de 1900 a 2018. Os volumes 3D aparentes das bolhas são linearmente proporcionais às suas respectivas fatalidades.

Este é um resumo de sismos significativos durante o Século XXI. Em termos de fatalidades, o sismo e tsunâmi do Oceano Índico de 2004 foi o evento mais destrutivo com cerca de 227.898 mortes, seguido pelo sismo do Haiti de 2010 com cerca de 160.000 mortes, o sismo de Sujuão de 2008 com 87.587 mortes, o sismo de Caxemira de 2005 com 87.351 mortes, e os sismos da Turquia e Síria de 2023 com pelo menos 48.990 mortes.
O sismo e tsunami de Tohoku em 2011 se tornaram o desastre natural mais caro, resultando em aproximadamente US$ 360 bilhões em danos materiais na época, seguidos pelo sismo de Sujuão em 2008 e o sismo da Turquia-Síria em 2023, que resultaram em danos de US$ 150 bilhões e US$ 84,1 bilhões, respectivamente.

## Lista dos maiores sismos por magnitude
| Ranque | Mag.    | Evento                                   | Localização         | Data                    |
| ------ | ------- | ---------------------------------------- | ------------------- | ----------------------- |
| 1      | 9.1–9.3 | Sismo e tsunâmi do Oceano Índico de 2004 | Indonesia, Sumatra  | 26 de dezembro de 2004  |
| 2      | 9.0–9.1 | Sismo e tsunâmi de Tohoku em 2011        | Japão, Tōhoku       | 11 de março de 2011     |
| 3      | 8.8     | Sismo do Chile de 2010                   | Chile, Maule        | 27 de fevereiro de 2010 |
| 4      | 8.8     | Sismo de Camecháteca de 2025             | Rússia, Camecháteca | 30 de julho de 2025     |
| 5      | 8.6     | Sismo de Nias-Simeulue de 2005           | Indonesia, Sumatra  | 28 de março de 2005     |
| 6      | 8.6     | Sismo do Oceano Índico de 2012           | Indonesia, Sumatra  | 11 de abril de 2012     |
| 7      | 8.5     | Sismo de Sumatra de 2007                 | Indonesia, Sumatra  | 12 de setembro de 2007  |

- Nota: Pelo menos 8,5+ magnitude

## Lista de sismos mais mortais
| Ranque | Fatalidades | Mag.    | Evento                                   | Localização              | Data                   |
| ------ | ----------- | ------- | ---------------------------------------- | ------------------------ | ---------------------- |
| 1      | 227,898     | 9.1–9.3 | Sismo e tsunâmi do Oceano Índico de 2004 | Indonésia, Oceano Índico | 26 de dezembro de 2004 |
| 2      | 160,000     | 7.0     | Sismo do Haiti de 2010                   | Haiti                    | 12 de janeiro de 2010  |
| 3      | 87,587      | 7.9     | Sismo de Sichuan de 2008                 | China                    | 12 de maio de 2008     |
| 4      | 87,351      | 7.6     | Sismo de Caxemira de 2005                | Índia, Paquistão         | 8 de outubro de 2005   |
| 5      | 51,849      | 7.8     | Sismos da Turquia e Síria de 2023        | Turquia, Síria           | 6 de fevereiro de 2023 |
| 6      | 34,000      | 6.6     | Sismo de Bam de 2003                     | Iran                     | 26 de dezembro de 2003 |
| 7      | 20,085      | 7.7     | Sismo de Gujarat em 2001                 | India                    | 26 de janeiro de 2001  |
| 8      | 19,759      | 9.0–9.1 | Sismo e tsunâmi de Tohoku em 2011        | Japão                    | 11 de março de 2011    |
| 9      | 8,964       | 7.8     | Sismo do Nepal de 2015                   | Nepal                    | 25 de abril de 2015    |
| 10     | 5,782       | 6.4     | Sismo de Java de maio de 2006            | Indonésia                | 26 de maio de 2006     |
| 11     | 4,340       | 7.5     | Sismo e tsunâmi de Celebes de 2018       | Indonésia                | 28 de setembro de 2018 |
| 12     | 2,698       | 6.9     | Sismo de Chingai em abril de 2010        | China                    | 13 de abril de 2010    |
| 13     | 2,266       | 6.8     | Sismo de Boumerdès de 2003               | Argélia                  | 21 de maio de 2003     |
| 14     | 2,248       | 7.2     | Sismo no Haiti em 2021                   | Haiti                    | 14 de agosto de 2021   |
| 15     | 2,000       | 6.1     | Sismos de Hindu Kush em 2002             | Afeganistão              | 25 de março de 2002    |
| 16     | 1,313       | 8.6     | Sismo de Nias–Simeulue de 2005           | Indonésia                | 28 de março de 2005    |
| 17     | 1,163       | 6.0     | Sismo do Afeganistão de junho de 2022    | Afeganistão, Paquistão   | June 21, 2022          |
| 18     | 1,115       | 7.6     | Sismo de Sumatra de 2009                 | Indonésia                | 30 de setembro de 2009 |

- Nota: Pelo menos 1.000 mortes

## Lista de sismos mais caros
Observação: isso classifica apenas os custos imediatos, por exemplo, derretimento nuclear e custos climáticos e de combustíveis fósseis, bem como outros custos contínuos de terremotos não incluídos.
| Ranque | Danos $Bilhões | Mag.    | Evento                            | Localização     | Data                    |
| ------ | -------------- | ------- | --------------------------------- | --------------- | ----------------------- |
| 1      | $360           | 9.0–9.1 | Sismo e tsunâmi de Tohoku em 2011 | Japão           | 11 de março de 2011     |
| 2      | $150           | 7.9     | Sismo de Sujuão de 2008           | China           | 12 de maio de 2008      |
| 3      | $84.1          | 7.8     | Sismos da Turquia e Síria de 2023 | Turquia · Síria | 6 de fevereiro de 2023  |
| 4      | $40            | 6.1     | Sismo de Darfield de 2011         | Nova Zelândia   | 22 de fevereiro de 2011 |
| 5      | $40            | 7.0     | Sismo de Darfield de 2010         | Nova Zelândia   | 4 de setembro de 2010   |
| 6      | $28            | 6.8     | Sismo de Chūetsu de 2004          | Japão           | 23 de outubro de 2004   |
| 7      | $22.3          | 6.9     | Sismo de Siquim em 2011           | Índia           | 18 de setembro de 2011  |
| 8      | $20            | 7.0     | Sismos de Kumamoto em 2016        | Japão           | 15 de abril de 2016     |
| 9      | $16            | 6.3     | Sismo de Áquila de 2009           | Itália          | 6 de abril de 2009      |
| 10     | $15.8          | 5.8     | Sismos na Itália de 2012          | Itália          | 20 de maio de 2012      |
| 11     | $15–$30        | 8.8     | Sismo do Chile de 2010            | Chile           | 27 de fevereiro de 2010 |

## Maiores sismos por ano
Estes são os maiores terremotos por magnitude por ano.
| Ano  | Mag.    | Mortes  | Evento                                   | Localização              | Data            | M7+t. |
| ---- | ------- | ------- | ---------------------------------------- | ------------------------ | --------------- | ----- |
| 2001 | 8,4     | 145     | Sismo do sul do Peru de 2001             | Peru                     | 23 de junho     | 16    |
| 2002 | 7,9     | 0       | Sismo de Denali de 2002                  | Estados Unidos           | 3 de novembro   | 13    |
| 2003 | 8,3     | 0       | Sismo de Tokachi de 2003                 | Japão                    | 25 de setembro  | 15    |
| 2004 | 9,1–9,3 | 227,898 | Sismo e tsunâmi do Oceano Índico de 2004 | Indonésia, Oceano Índico | 26 de dezembro  | 16    |
| 2005 | 8,6     | 1,313   | Sismo de Nias–Simeulue em 2005           | Indonésia                | 28 de março     | 11    |
| 2006 | 8,3     | 0       | Sismo nas Ilhas Curilas em 2006          | Russia                   | 15 de novembro  | 11    |
| 2007 | 8,5     | 23      | Sismo de Sumatra de 2007                 | Indonésia                | 12 de setembro  | 18    |
| 2008 | 7,9     | 87,587  | Sismo de Sichuan de 2008                 | China                    | 12 de maio      | 12    |
| 2009 | 8,1     | 192     | Sismo de Samoa de 2009                   | Samoa                    | 29 de setembro  | 17    |
| 2010 | 8,8     | 525     | Sismo do Chile de 2010                   | Chile                    | 27 de fevereiro | 22    |
| 2011 | 9,0–9,1 | 19,759  | Sismo e tsunâmi de Tohoku em 2011        | Japão                    | 11 de março     | 20    |
| 2012 | 8,6     | 10      | Sismo do Oceano Índico de 2012           | Indonésia, Oceano Índico | 1 de abril      | 17    |
| 2013 | 8,3     | 0       | Sismo no mar de Okhotsk em 2013          | Rússia                   | 24 de maio      | 19    |
| 2014 | 8,2     | 6       | Sismo de Iquique de 2014                 | Chile                    | 1 de abril      | 12    |
| 2015 | 8,3     | 14      | Sismo de Coquimbo de 2015                | Chile                    | 16 de setembro  | 19    |
| 2016 | 7,9     | 0       | Sismo nas Ilhas Salomão em 2016          | Ilhas Salomão            | 17 de dezembro  | 16    |
| 2017 | 8,2     | 98      | Sismo de Chiapas de 2017                 | México                   | 8 de setembro   | 7     |
| 2018 | 8,2     | 0       | Sismo de Fiji em 2018                    | Fiji                     | 19 de agosto    | 17    |
| 2019 | 8,0     | 2       | Sismo no Peru em 2019                    | Peru                     | 26 de maio      | 10    |
| 2020 | 7,8     | 0       | Sismo de Chignik de 2020                 | Estados Unidos           | 22 de julho     | 9     |
| 2021 | 8,2     | 0       | Sismo de Chignik de 2021                 | Estados Unidos           | 29 de julho     | 19    |
| 2022 | 7,6     | 2       | Sismo de Michoacán de 2022               | México                   | 19 de setembro  | 11    |
| 2022 | 7,6     | 21      | Sismo na Papua-Nova Guiné de 2022        | Papua-Nova Guiné         | 10 de setembro  | 11    |
| 2023 | 7,8     | 57,355  | Sismos da Turquia e Síria de 2023        | Turquia · Síria          | 6 de fevereiro  | 19    |
| 2024 | 7,5     | 572     | Sismo na Península de Noto de 2024       | Japão                    | 1 de janeiro    | 10    |
| 2025 | 8.8     | N/A     | Sismo de Camecháteca de 2025             | Rússia                   | 30 de julho     | Baixa |